# مایکل هاوارد (بازیکن فوتبال، زاده ۱۹۹۹)
مایکل هاوارد (انگلیسی: Michael Howard؛ زادهٔ ۱۷ اکتبر ۱۹۹۹) بازیکن فوتبال است.